# 阿迷里丁
阿迷里丁（14世纪—1362年）是元末福建泉州的波斯人，为亦思巴奚军主要领袖，亦思巴奚兵乱的主要发动者之一。他是什叶派穆斯林。
元至正十七年三月（1357年3月21日—4月19日），阿迷里丁和赛甫丁（当时皆为元朝的“义兵万户”）一起率亦思巴奚军驱逐元朝任命的泉州官吏，控制泉州，并于至正十八年（1358年）应福建行省平章普化帖木儿之邀参与戰爭，派兵北上攻击福州憲司般若帖木儿，史稱「省宪构兵」。同年，又向兴化分省的安童、三旦八发动进攻，并参与了随后的兴化内战，多次派亦思巴奚军在兴化征战并对平民进行烧杀抢掠，當時漢族閩南人怨聲載道，民不聊生。
至正二十二年二月（1362年2月25日－3月26日），逊尼派的那兀纳在泉州发动兵变，袭杀阿迷里丁，取代他成为亦思巴奚军领袖。